# Cass (Wirginia Zachodnia)
Cass – jednostka osadnicza w Stanach Zjednoczonych, w stanie Wirginia Zachodnia, w hrabstwie Pocahontas.